# Mansfield (Texas)
Mansfield ist eine Stadt im Tarrant County im US-Bundesstaat Texas in den Vereinigten Staaten. Das U.S. Census Bureau hat bei der Volkszählung 2020 eine Einwohnerzahl von 72.602 ermittelt.

## Geographie
Die Stadt liegt am U.S. Highway 287 im Nordosten von Texas, 25 km südöstlich von Fort Worth im Südosten des Countys und hat eine Gesamtfläche von 94,6 km².

## Geschichte
Ralph S. Man und Julian B. Feild, nach denen der Ort benannt wurde, zogen 1857 in diese Gegend, wo sie eine Sägemühle und die erste dampfgetriebene Getreidemühle errichteten. Nachkommende Siedler nahmen Land rund um die Mühlen und nannten den Ort zuerst Mansfeild, nach den beiden Mühlenbesitzern, woraus in der Folgezeit Mansfield wurde.

## Demografische Daten
Nach der Volkszählung im Jahr 2000 lebten hier 28.031 Menschen in 8.881 Haushalten und 7.646 Familien. Die Bevölkerungsdichte betrug 296,7 Einwohner pro km². Ethnisch betrachtet setzte sich die Bevölkerung zusammen aus 86,41 % weißer Bevölkerung, 4,40 % Afroamerikanern, 0,57 % amerikanischen Ureinwohnern, 1,23 % Asiaten, 0,02 % Bewohnern aus dem pazifischen Inselraum und 5,67 % aus anderen ethnischen Gruppen. Etwa 1,71 % waren gemischter Abstammung und 12,75 % der Bevölkerung waren spanischer oder lateinamerikanischer Abstammung.
Von den 8.881 Haushalten hatten 50,4 % Kinder unter 18 Jahre, die im Haushalt lebten. 74,5 % davon waren verheiratete, zusammenlebende Paare. 8,3 % waren allein erziehende Mütter und 13,9 % waren keine Familien. 10,9 % aller Haushalte waren Singlehaushalte und in 3,2 % lebten Menschen, die 65 Jahre oder älter waren. Die Durchschnittshaushaltsgröße betrug 3,08 und die durchschnittliche Größe einer Familie belief sich auf 3,32 Personen.
31,8 % der Bevölkerung waren unter 18 Jahre alt, 7,8 % von 18 bis 24, 34,6 % von 25 bis 44, 20,2 % von 45 bis 64, und 5,7 % die 65 Jahre oder älter waren. Das Durchschnittsalter war 32 Jahre. Auf 100 weibliche Personen aller Altersgruppen kamen 102,7 männliche Personen. Auf 100 Frauen im Alter von 18 Jahren und darüber kamen 101,1 Männer.

Das jährliche Durchschnittseinkommen eines Haushalts betrug 66.764 USD, das Durchschnittseinkommen einer Familie 71.700 USD. Männer hatten ein Durchschnittseinkommen von 50.084 USD gegenüber den Frauen mit 30.796 USD. Das Prokopfeinkommen betrug 26.446 USD. 4,0 % der Bevölkerung und 2,7 % der Familien lebten unterhalb der Armutsgrenze. Davon waren 4,4 % Kinder und Jugendliche unter 18 Jahren und 5,4 % waren 65 oder älter.

## Söhne und Töchter der Stadt
- Ella Mae Morse (1924–1999), Sängerin in den Bereichen des Rhythm and Blues, Country, Jazzgesangs und der populären Musik
- Troy Dorsey (* 1962), Boxer
- Gary Poux (* 1976), Schauspieler
- Noah Syndergaard (* 1992), Baseballspieler